# Hervé Sellin
Hervé Sellin (* 1957 in Paris) ist ein französischer Jazz-Pianist.

## Leben und Wirken
Sellin begann mit Trompete (sein Vater Pierre war klassischer Trompeter, der ihn früh mit Jazz bekanntmachte), wechselte zu Posaune und schließlich zum Klavier. Er studierte als Schüler von Aldo Ciccolini am Konservatorium von Paris (CNSMDP), wo er 1980 mit Preisen in Kammermusik und Klavier abschloss. In den 1980er Jahren spielte er mit Jazzmusikern wie Guy Lafitte, Art Farmer, Eddie Lockjaw Davis, Sweets Edison, Chet Baker, Dizzy Gillespie, Joe Newman, Slide Hampton, Gérard Badini, Clifford Jordan und James Moody. 1984 wurde er Begleiter von Johnny Griffin, in dessen europäischem Quartet er 15 Jahre spielte, und war ab 1990 häufig Dee Dee Bridgewater auf Tournee, mit der er schon 1986 ein Live-Konzert aufnahm. 1989 gründete er ein eigenes Septett (mit u. a. Sylvain Beuf), das 1991 mit Branford Marsalis (Columbia/Sony „Hervé Sellin Sextet feat. Branford Marsalis“) und 1991 mit Johnny Griffin aufnahm („Live at Jazz Valley“). Seit 1994 ist er Professor am CNSM (Conservatoire National Supérieur de Musique) in Paris.
Zwischen 1995 und 2000 tourte er mit dem Schlagzeuger und Komponisten Bertrand Renaudin und nahm mit ihm drei Alben auf. 1997 nahm er das Album „Acoustic MOP“ mit seinem Trio auf (Gilles Naturel am Bass, Benjamin Henocq am Schlagzeug). 2001 nahm er auf dem Jazzfestival von Bayonne das Live-Solo-Album Thèmes et Variations auf und 2002 führte er auf dem Jazzfestival von Marciac eine von ihm komponierte Suite für Tentet-Besetzung zum 25-jährigen Bestehen des Festivals auf. Seit 2002 war er auf Tournee mit Richard Gallianos „Piazzolla forever“ und nahm mit ihm auf. 2003 wurde er von Wynton Marsalis eingeladen, am Lincoln Center in New York City Musik für ein Tentett zu schreiben. 2008 veröffentlichte er das Album Marciac-New York-Express mit seinem Tentet (Crystal Records/Harmonia Mundi), das den Preis für das beste Album des Jahres von der französischen Jazzakademie erhielt.
1990 erhielt er den Prix Django Reinhardt.